# Traducció mòbil
La traducció mòbil és el servei de traducció automàtica pels dispositius de mà, incloent els telèfons mòbils, els organitzadors personals, els Pocket PC i els telèfons intel·ligents. Aquest servei es basa en la programació lingüística computacional i amb la tecnologia de comunicació de l'aparell mòbil. La traducció mòbil ofereix als usuaris tenir a mà un dispositiu capaç de traduir instantàniament d'un idioma a un altre utilitzant una quota de servei de dades, molt menys significativa que una quota d'un traductor humà.

## Història
El primer sistema de traducció mòbil va ser creat l'any 1999 per Advanced Telecomunications Research Institute International-Interpreting, als laboratoris d'investigació de les telecomunicacions a la ciutat de la ciència de Kansai, al Japó. En aquest primer sistema, es gravaven unes paraules en un idioma des d'un dispositiu mòbil, es traduïen en l'idioma de destí, aquestes paraules es sintetitzaven i s'enviava aquest àudio traduït a l'altre dispositiu mòbil. L'any 2004 es va comercialitzar per l'empresa Transclick un programa de traducció automàtica pels dispositius mòbils capaç de traduir text d'entrada de l'usuari, missatges SMS, de correu electrònic i missatgeria instantània. Tot i així no va ser patentat fins a l'any 2006.
Al novembre del 2005, una altra empresa japonesa, NEC Corporation, va anunciar el desenvolupament d'un sistema de traducció que podria instal·lar-se en els telèfons mòbils. Aquest nou sistema era capaç de reconèixer 50.000 paraules japoneses i 30.000 en anglès. Tot i així, no va ser fins al gener de l'any 2009 que es va oficialitzar el producte.
L'any 2007, l'empresa Moka LCC dels Estats Units, va començar a oferir productes d'aprenentatge multilingüe, on utilitzaven els missatges SMS per enviar les traduccions.
Actualment Google Translate és el líder de la traducció en línia on ha desenvolupat la versió mòbil per qualsevol tipus de dispositiu de mà on és capaç de traduir diverses fonts d'entrada, com missatges SMS, correu electrònic, veu, imatges, etc.; en molts idiomes.

## Especificacions
Un dispositiu mòbil necessita comunicar-se amb un servidor extern per tal de poder enviar les dades d'entrada i rebre aquestes dades en la llengua desitjada. Actualment s'utilitzen diverses tecnologies de comunicació com WAP, GPRS, EDGE, UMTS o Wi-Fi, però les tecnologies més antigues utilitzen la comunicació via SMS per enviar i rebre els paquets de dades.
Els proveïdors japonesos ofereixen traduccions entre el japonès, xinès, anglès i coreà, però d'altres proveïdors ofereixen molts més idiomes, com l'anglès, el francès, l'alemany, l'italià, el castellà o el català. La generació de veu però, està de moment limitada als idiomes més parlats, com ara l'anglès, el xinès, el castellà, l'italià, el francès o l'alemany.

## Característiques
La traducció mòbil conté un nombre considerat de característiques que fan que es realitzi correctament la traducció. L'usuari pot introduir text utilitzant el teclat del dispositiu, gravant unes paraules o una frase amb el micròfon de l'aparell o fent servir textos preexistents com correus electrònics, missatges SMS o també imatges o fotografies d'un text.
Algunes aplicacions de traducció mòbil també ofereixen serveis que faciliten encara més el procés de traducció.

### Reconeixement de veu
L'aplicació permet que l'usuari pugui gravar un fragment de paraules, com per exemple una frase, on s'envia al servidor de traducció i aquest s'encarrega de convertir aquesta gravació de veu en text per després ser traduït. Per convertir l'àudio amb text utilitza tècniques del reconeixement de la parla i es basen en l'acústica, el processament del senyal, la fisiologia, la intel·ligència artificial i la ciència computacional. El principal problema d'aquest sistema és treballar amb diverses fonts de coneixement que varien segons la llengua d'entrada i segons la persona que parla o pronuncia les paraules, com la fonètica, la fonològica, el lèxic, sintàctica, semàntica i pragmàtica.

### Síntesi de veu
El servei converteix un text en veu. D'aquesta forma, en algunes aplicacions de traducció mòbil es pot reproduir en àudio, el text que el servidor de traducció ens ha traduït en l'idioma desitjat. La veu sintètica és una veu artificial generada mitjançant un procés de sintetització de la parla. La qualitat de la veu sintètica vindrà donada per la seva intel·ligibilitat i la seva naturalitat.

### Traducció d'imatges
L'aplicació permet que l'usuari faci una fotografia en un text amb la càmera del dispositiu mòbil (o utilitzi una fotografia existent), i un cop feta, s'enviï al servidor de traducció on aquest realitza un reconeixement òptic de caràcters (OCR), d'on extreu el text a partir de la imatge per després ser traduït en l'idioma desitjat.

## Usos i avantatges
Disposar d'un aparell de traducció automàtica a temps real comporta diferents usos i avantatges:
- Viatjar: la traducció mòbil pot ajudar a les persones que viatgen a entendre's fàcilment amb la gent dels altres països.
- Xarxes de negocis: les negociacions amb clients o empreses d'altres països permet embaratir costos i temps amb les aplicacions de traducció mòbil, comparant-ho amb els serveis de trucada multilingüe i traducció intermèdia.
- Globalització de les xarxes socials: la traducció mòbil permet xatejar i enviar missatges amb amics de nivell internacional així com conèixer noves amistats superant la barrera de l'idioma.
- Aprendre un idioma estranger: aprendre un idioma pot ser més fàcil i barat si es disposa d'un dispositiu mòbil que sigui capaç d'utilitzar la traducció en temps real.

## Inconvenients
El repte més important que enfronta la indústria de traducció mòbil és la qualitat lingüística i comunicacions de les traduccions. Encara que alguns proveïdors afirmen haver aconseguit una exactitud de fins a un 95%, la tecnologia no és capaç d'entendre els modismes i el llenguatge col·loquial. D'aquesta manera, la traducció automàtica és, de moment, de menys qualitat que la traducció humana i per això s'han d'utilitzar sempre tenint en compte aquest criteri i algunes vegades requereixen correcció.
Un altre desavantatge és la necessitat d'una connexió de dades al dispositiu mòbil de l'usuari per poder enviar les dades a ser traduïdes. En comparació al cost dels SMS és una bona opció, però en zones no urbanes, on la cobertura de dades encara és pèssima fa que el servei de traducció mòbil no sigui estable.